# Cmentarz żydowski w Bielsku-Białej (ul. Wyzwolenia)

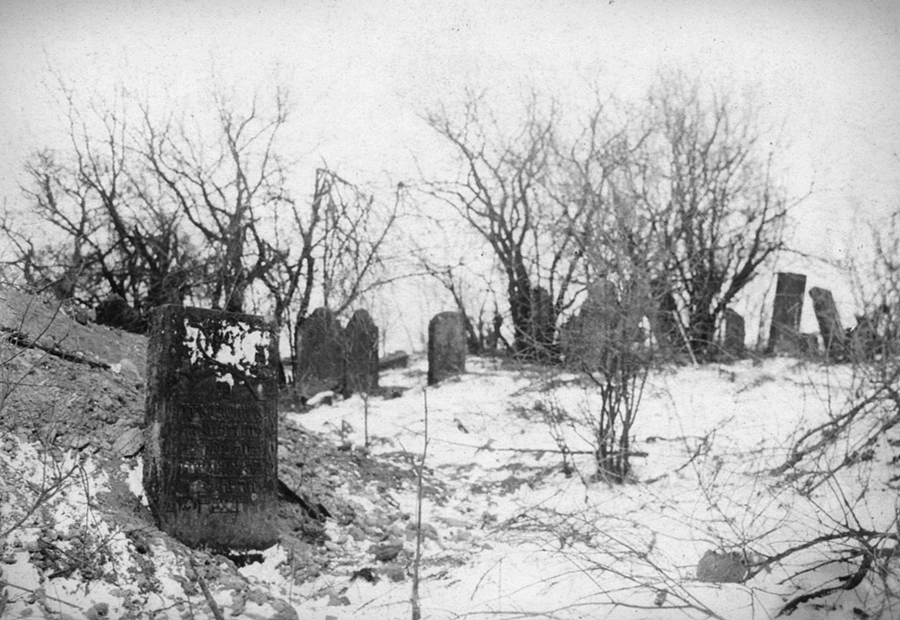
Cmentarz żydowski w Białej Krakowskiej, lata trzydzieste XX w.

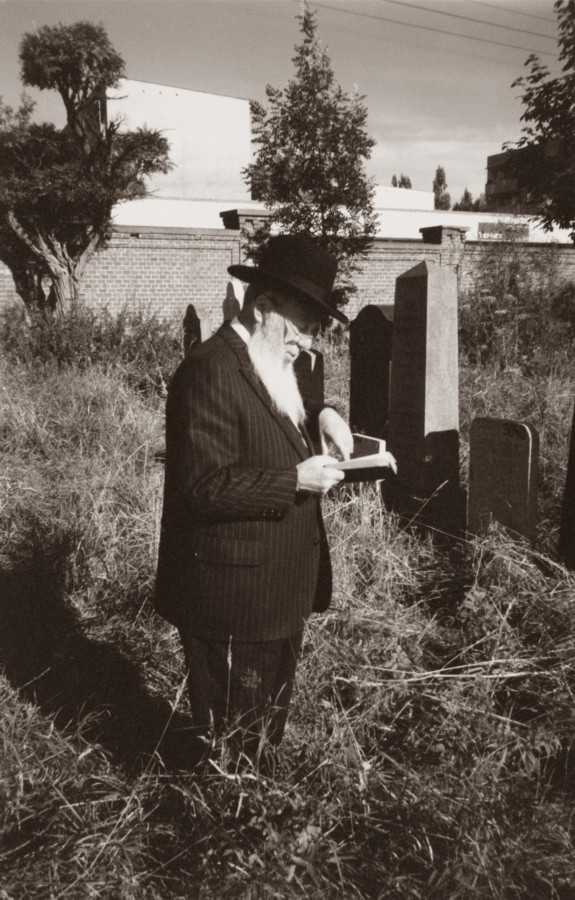
Aszer Scharf ur. w Białej Krakowskiej, zamieszkały w Brooklynie (USA) modli się przy grobach dziadków ekshumowanych z cmentarza w Białej na cmentarz w Bielsku

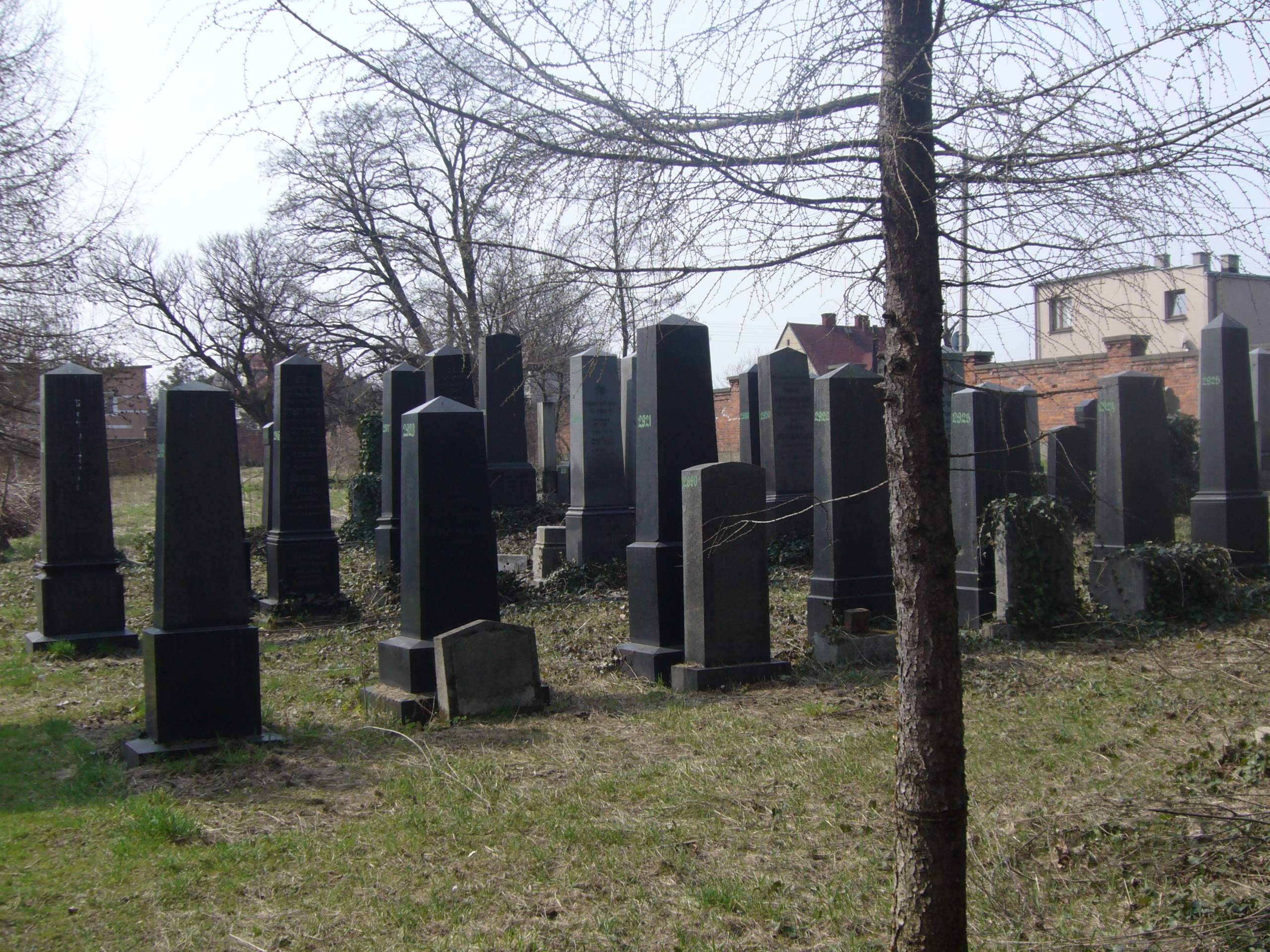
Cmentarz żydowski przy ul. Cieszyńskiej – groby przeniesione z cmentarza przy ul. Wyzwolenia

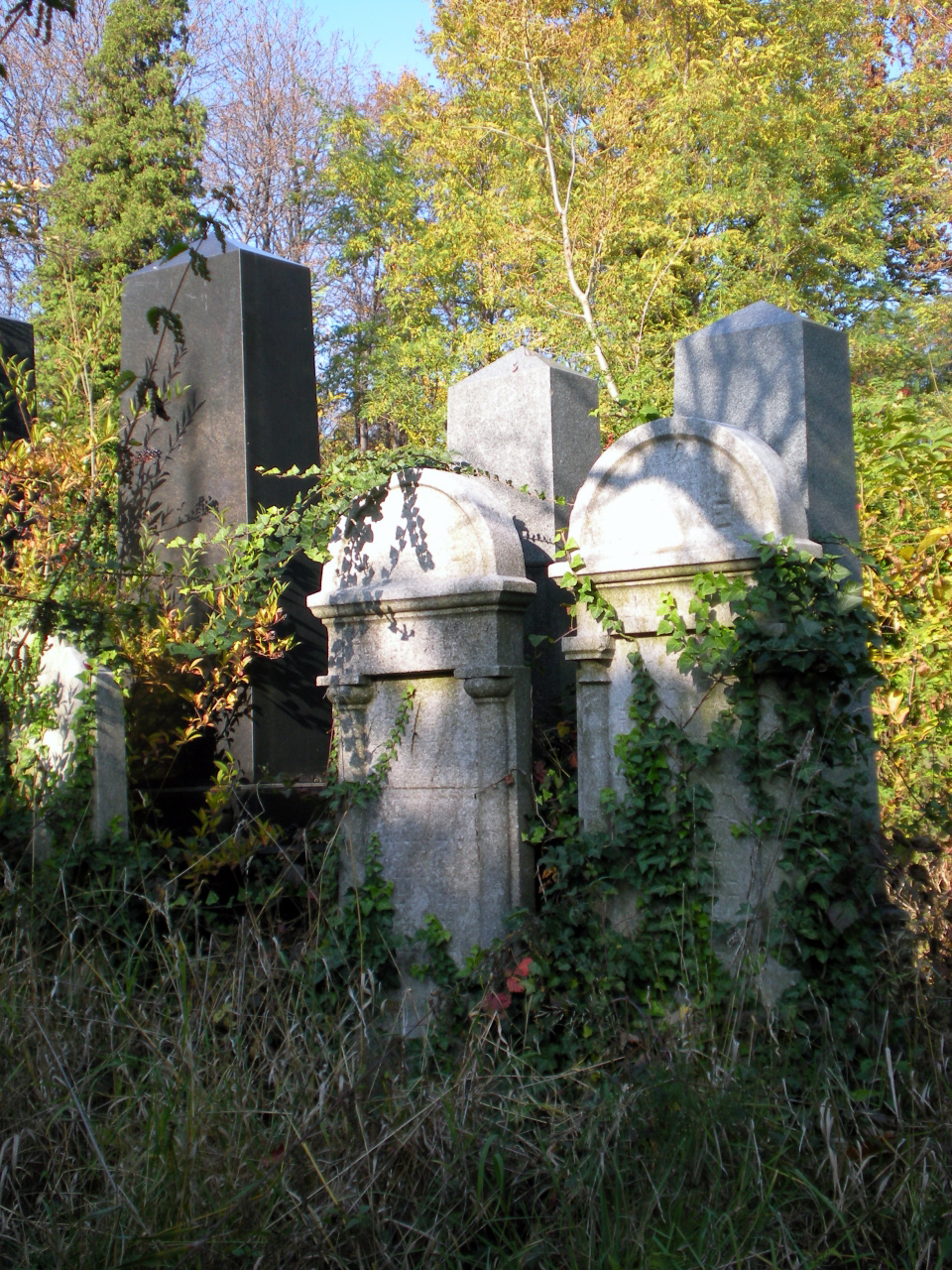
Cmentarz żydowski przy ul. Cieszyńskiej – groby przeniesione z cmentarza przy ul. Wyzwolenia

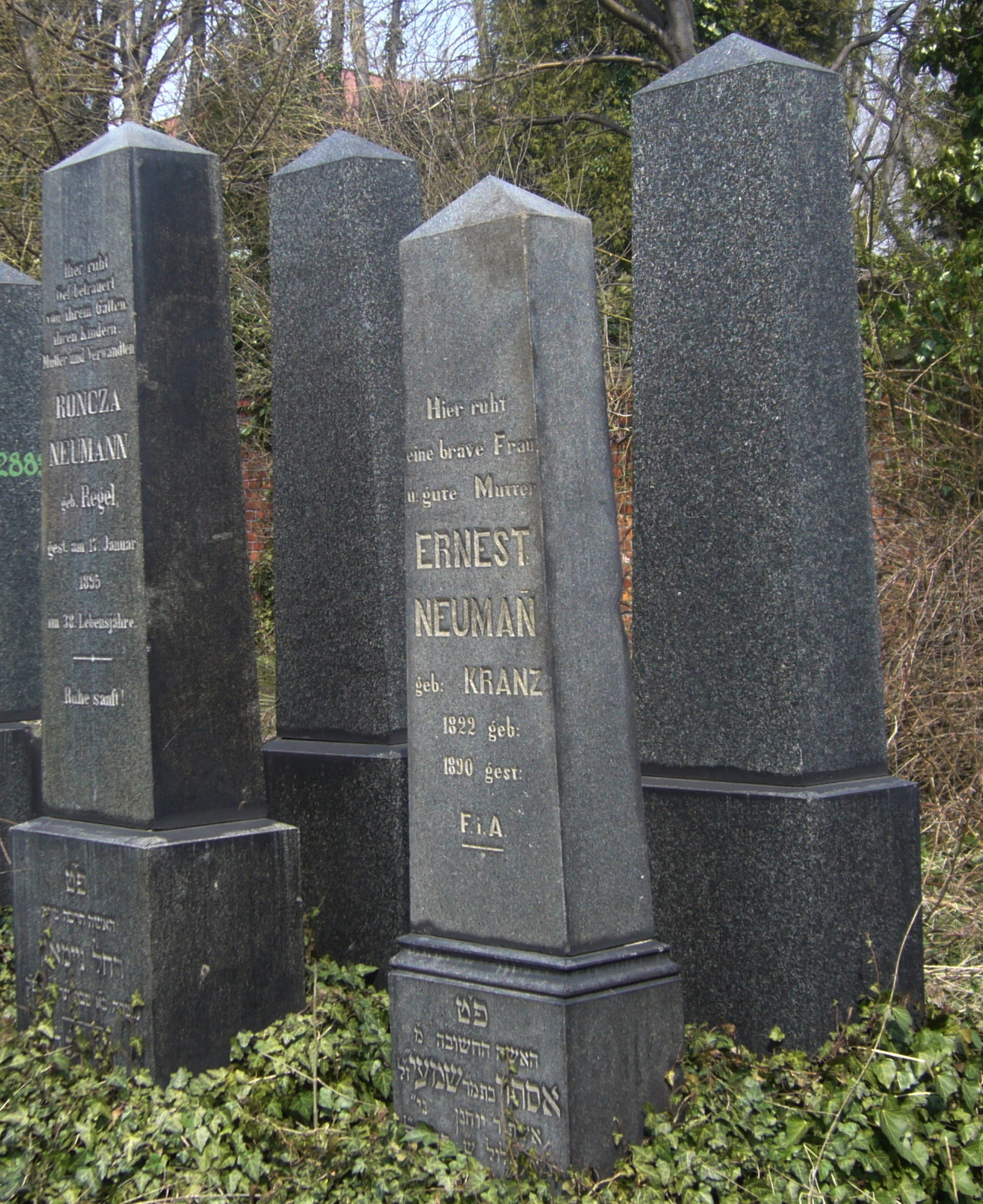
Cmentarz żydowski przy ul. Cieszyńskiej – groby przeniesione z cmentarza przy ul. Wyzwolenia

Cmentarz żydowski przy ul. Wyzwolenia w Bielsku-Białej – cmentarz żydowski, który znajdował się w Bielsku-Białej, w dzielnicy Biała Krakowska, przy ul. Wyzwolenia 59. Założony 1849 r. Na początku lat 60. XX w. władze miejskie i wojewódzkie podjęły decyzję o likwidacji cmentarza. Pomimo protestów Kongregacji Wyznania Mojżeszowego w 1966 r. cmentarz został zlikwidowany. Niewielką część grobów przeniesiono na cmentarz przy ul. Cieszyńskiej. W miejscu kirkutu powstały Zakłady Sprzętu Sportowego „Polsport”.

## Historia
Żydzi w Białej pojawili się w końcu XVII wieku. Pierwsza wzmianka o nich pochodzi z roku 1697. W 1752 r. w mieście mieszkało już stu Żydów, co stanowiło 20% wszystkich mieszkańców. Najprawdopodobniej społeczność ta zrzeszona była w gminie wyznaniowej. W latach 60. XVIII w. doszło do konfliktu pomiędzy ludnością żydowską a chrześcijańską, który doprowadził do wejścia w życie w 1765 r. prawa „De non tolerandis Judaeis” zakazującego osiedlania się Żydów na obszarze starostwa lipnickiego. Zniszczeniu uległa zarówno miejscowa synagoga, jak i pierwszy cmentarz. Nieznana jest dziś lokalizacja kirkutu, natomiast na podstawie zachowanego opisu z ok. 1812 r. szacuje się jego powierzchnię na 0,1 ha (1000 m²). Żydzi powrócili do miasta około roku 1805, jednak prawo „de non tolerandis Judeis” zniesiono formalnie dopiero w 1848 r.
Drugi bialski cmentarz żydowski powstał w 1849 r., być może pod wpływem zarządzenia Rządu Krajowego we Lwowie z 10 listopada 1849 r., które nakazywało ze względów sanitarnych zakładanie cmentarzy żydowskich we wszystkich miejscowościach, w których zamieszkuje większa liczba Żydów. Kirkut został założony przy drodze do Hałcnowa, na pograniczu Białej i Lipnika, przy Albrechtgasse. Teren cmentarza położony był na wysokości 309 – 315 m n.p.m. Od zachodu obszar urywał się kilkumetrową skarpą, poniżej której położony był XVIII-wieczny cmentarz wojskowy, na którym pochowano żołnierzy austriackich i rosyjskich. Nekropolia znajdowała się na terenie gminy katastralnej Lipnik, na parceli gruntowej nr 4365/4, która wchodziła w skład lwh 25 Lipnik. Parcela należała do dóbr tabularnych (prywatnych) w Lipniku, które w 1849 r. były własnością spadkobierców Jerzego Thomke, od których przedstawiciele społeczności żydowskiej wydzierżawili teren pod cmentarz. Powierzchnia nekropolii wynosiła 74 x 24 m².
W 1858 r. w wyniku konkursu większość dóbr spadkobierców Jerzego Thomke, w tym parcelę, na której znajdował się cmentarz, nabył arcyksiążę Albrecht Fryderyk Habsburg, który przedłużył umowę dzierżawy cmentarza. Odtąd Żydzi płacili 40 guldenów rocznego czynszu. Na początku lat 60. XIX wieku z parceli gruntowej nr 4365/4 wyodrębniono parcelę budowlaną nr 509 Lipnik. Wiązało to się z budową domu przedpogrzebowego. Był to niewielki, murowany budynek, wzniesiony na planie prostokąta, z przybudówką od strony północnej. Architekt pozostaje nieznany.
W 1902 r. Izraelicka Gmina Wyznaniowa w Białej (powstała w 1865 r.) nabyła od Karola Stefana Habsburga, spadkobiercy Albrechta Fryderyka, dzierżawiony dotychczas cmentarz. Obiekt ten odpisano wówczas z księgi wieczystej lwh 25 Lipnik, zakładając dla niego nowe ciało hipoteczne lwh 6989 Lipnik. Wzrastająca liczba pochówków spowodowała, że już na przełomie XIX i XX wieku cmentarz stawał się za mały. Bialska gmina żydowska wystąpiła z projektem powiększenia kirkutu poprzez zakup fragmentów sąsiednich działek, należących do Herminy Rost – spadkobierczyni znanego architekta Emanuela Rosta. W lipcu 1919 r. nastąpił podział dotychczasowych parcel gruntowych 4363/2, 4364/2 (lwh 325 Lipnik) oraz 4531 (lwh 292 Lipnik). Powstały nowe parcele gruntowe: 4363/3, 4364/3 i 4531/4, dla których utworzono ciało hipoteczne lwh 1022 Lipnik. W ten sposób obszar cmentarza zwiększył swoją powierzchnię do 109 x 13 m², przyjmując kształt nieregularnego rombu. Na mocy kontraktu kupna–sprzedaży z 24 lipca 1919 r. właścicielem wspomnianych parceli zostało Stowarzyszenie „Chewra Kadisza” w Białej, natomiast sam cmentarz pozostawał własnością gminy wyznaniowej (stowarzyszenie jedynie nim administrowało).
Po włączeniu Białej do Polski w 1918 r. Albrechtgasse. przemianowano na ul. Graniczną. W kwietniu 1925 r. Lipnik został włączony w skład miasta Białej, którego nazwę zmieniono na „Biała Krakowska”, i odtąd cmentarz znajdował się w jego granicach. W otoczeniu zaczęła powstawać zwarta zabudowa miejska – od zachodu i północy o charakterze przemysłowym, a od wschodu i południa o charakterze mieszkalnym. W połowie lat 20. XX w. cmentarz otrzymał od strony ul. Granicznej standardowe, betonowe ogrodzenie. W 1926 r. zburzono stary dom przedpogrzebowy, budując w jego miejscu nowy, o wiele większy i okazalszy. Był zorientowany, wieloczłonowy, pokryty mansardowym dachem. Przylegał bezpośrednio do muru od strony ul. Granicznej. Architekt, podobnie jak w przypadku wcześniejszego obiektu, pozostaje nieznany. W latach 30. XX w. kwestia własności i administrowania cmentarzem stała się przyczyną nieporozumień pomiędzy „Chewra Kadisza” a gminą żydowską, która chciała przejąć kontrolę nad finansami kirkutu. Nie doszło jednak do żadnych zmian. W końcu lat 30. dochodziło do licznych aktów dewastacji i profanacji grobów, m.in. w maju 1936 r. kilka macew zostało wyrzuconych poza teren cmentarza.
W czasie II wojny światowej cmentarz był użytkowany do końca 1942 r., kiedy zlikwidowano getto żydowskie i wysiedlono większość Żydów z miasta. W tym czasie pochowano na nim 49 osób. Znacznemu uszkodzeniu uległ dom przedpogrzebowy. W wyniku zmian administracyjnych w latach 1939–1945 znajdował się w granicach Bielska (Biała Krakowska była włączona w jego granice jako Bielitz-Ost).
Zaraz po wojnie cmentarz miał adres: ul. 10 Lutego 55, natomiast po połączeniu Bielska i Białej Krakowskiej w jedno miasto – ul. Wyzwolenia 59. Na początku lat 50. rozebrano dom przedpogrzebowy.

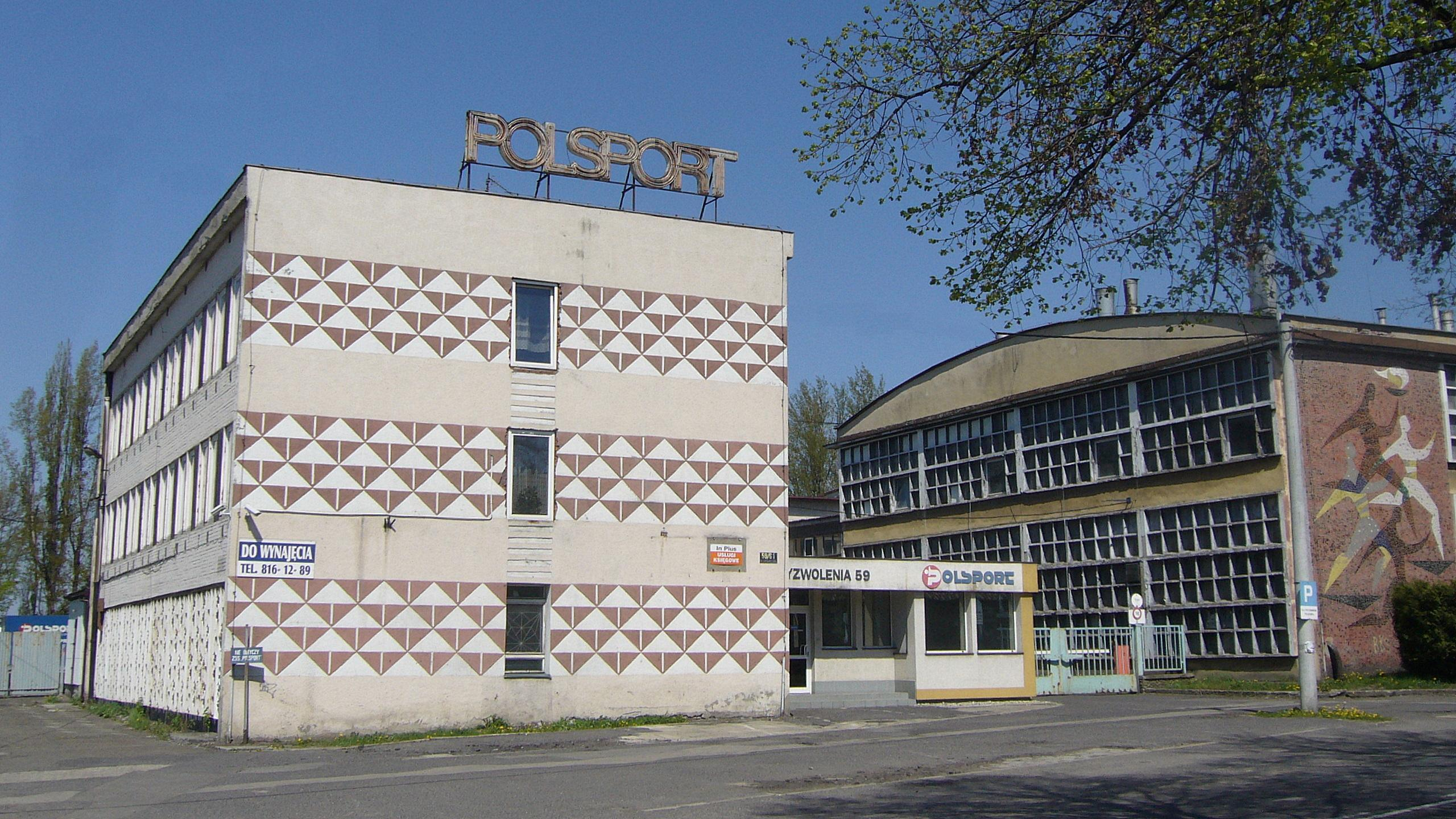
Polsport (2009 rok)

Na początku lat 60. XX w. władze miejskie i wojewódzkie postanowiły zlikwidować cmentarz. Likwidacja ta była zdaniem władz konieczna dla rozbudowy Południowych Zakładów Sprzętu Sportowego (Polsport). Najpierw Prezydium Wojewódzkiej Rady Narodowej w Katowicach wyznaczyło likwidatora Stowarzyszenia „Chewra Kadisza”, które było właścicielem terenu. Następnie 4 lipca 1961 r. Miejska Rada Narodowa w Bielsku-Białej zwróciła się do katowickiej Wojewódzkiej Rady Narodowej o jego likwidację (uzasadniając, że stowarzyszenie od dawna nie działa), a także wnioskowała o przepisanie nieruchomości na własność Skarbu Państwa, bowiem ubiegają się o nią zakłady sportowe. Sprawa została załatwiona pozytywnie przez WRN i w 1961 r. „Chewra Kadisza” przestało istnieć, a 26 czerwca 1962 r. działki, na której znajdował się cmentarz stały się własnością państwową. W listopadzie 1965 r. Kongregacja Wyznania Mojżeszowego w Bielsku-Białej (prawny następca przedwojennej gminy żydowskiej) została poinformowana o prowadzeniu na cmentarzu bez jej zgody pomiarów geodezyjnych. Kongregacja w piśmie do Południowych Zakładów Sprzętu Sportowego uznała te działania za bezprawne. Miesiąc później Miejska Stacja Sanitarno-Epidemiologiczna zażądała danych dotyczących statystyki ostatnich pochówków w związku z planowanym zamknięciem cmentarza. Kongregacja odwołała się do WRN w Katowicach, argumentując, że ostatni pochówek miał miejsce w lutym 1956 r., a zgodnie z przepisami sanitarnymi nie można przeznaczyć terenów cmentarnych na inny cel w ciągu 40 lat od ostatniego pochówku. WRN podtrzymała decyzję likwidacyjną, pisząc, że „nie istnieją inne możliwości rozbudowy zakładów, a zostały one objęte narodowym planem rozwoju gospodarczego (...)”. W kwietniu 1966 r. na terenie cmentarza pojawiła się komisja dokonująca kolejnych pomiarów i spisująca nagrobki. Spotkało się to z ponownym protestem ze strony Kongregacji. Mimo to Wydział Gospodarki Komunalnej Urzędu Miejskiego wywiesił ogłoszenie o likwidacji, wzywając jednocześnie zainteresowanych, aby w terminie dwóch tygodni zgłaszali w dyrekcji Polsportu wnioski o ekshumację. Ostatecznie Kongregacja zgodziła się na likwidację cmentarza, ustalając 31 maja warunki przeprowadzenia ekshumacji oraz rozpoczynając akcję powiadamiania o sytuacji rodzin zmarłych. Ekshumacja rozpoczęła się w czerwcu 1966 r. i zakończyła w maju następnego roku. W tym czasie ekshumowano prochy z zaledwie 170 spośród około 1700 wszystkich grobów. Trafiły one wraz z nagrobkami na cmentarz w Aleksandrowicach – na pustą działkę, stanowiącą dzisiejszy sektor G. Nie wiadomo, co się stało z pozostałymi nagrobkami. Obszar cmentarza po likwidacji podzielono pomiędzy dwie parcele – 4328/50 oraz 4369/35.
13 grudnia 1996 r. odsłonięto pomnik upamiętniający cmentarz. Ma kształt macewy, a na jego środku znajduje się płaskorzeźba z brązu przedstawiająca menorę oraz dwa siedzące u jej podstawy lwy – symbol Judy. Poniżej znajduje się napis w języku polskim: W tym miejscu znajdował się cmentarz żydowski, założony w 1849 roku. Zlikwidowany w 1966 roku decyzją ówczesnych władz. oraz jego hebrajskie tłumaczenie. Autorem jest rzeźbiarz Bronisław Krzysztof, a całe przedsięwzięcie zostało sfinansowane ze środków Zakładów Sprzętu Sportowego „Polsport”, Urząd Miejski, Urząd Wojewódzki oraz inne instytucje.